# Воздвиженка (Бахмутский район)
Воздви́женка (укр. Воздвиженка; до 2016 г. Кра́сный Па́харь) — село в Светлодарской городской общине Бахмутского района Донецкой области Украины.

## Население
Население по переписи 2001 года составляет 335 человек.

## История
В ходе войны на юго-востоке Украины село переходило из рук в руки. По результатам мирных переговоров в Минске (см. Второе минское соглашение) возвращено под контроль ВСУ.

## Общие сведения
Почтовый индекс — 84580. Телефонный код — 6274.